# Вікторія (Нью-Брансвік)
Графство Вікторія (англ. Victoria) — графство в Канаді, у провінції Нью-Брансвік.

## Населення
За даними перепису 2016 року, графство нараховувало 18617 жителів, показавши скорочення на 6,5%, порівняно з 2011-м роком. Середня густина населення становила 3,4 осіб/км².
З офіційних мов обидвома одночасно володіли 8 240 жителів, тільки англійською — 8 910, тільки французькою — 1 200, а 15 — жодною з них. Усього 320 осіб вважали рідною мовою не одну з офіційних, з них 150 — одну з корінних мов.
Працездатне населення становило 56,8% усього населення, рівень безробіття — 14,6% (18,6% серед чоловіків та 10,3% серед жінок). 86,8% були найманими працівниками, 10,7% — самозайнятими.
Середній дохід на особу становив $33 538 (медіана $26 764), при цьому для чоловіків — $39 435, а для жінок $27 970 (медіани — $32 947 та $22 667 відповідно).
33,4% мешканців мали закінчену шкільну освіту, не мали закінченої шкільної освіти — 26%, 40,6% мали післяшкільну освіту, з яких 26,9% мали диплом бакалавра, або вищий, 25 осіб мали вчений ступінь.
| Статево-вікова структура населення | Статево-вікова структура населення | Статево-вікова структура населення | Статево-вікова структура населення | Статево-вікова структура населення |
| ---------------------------------- | ---------------------------------- | ---------------------------------- | ---------------------------------- | ---------------------------------- |
|                                    |                                    |                                    |                                    |                                    |
| Всього                             | Всього                             | 48,3%51,7%                         |                                    |                                    |
| 0 — 14 років                       | 0 — 14 років                       |                                    | 14,8%                              | 14,8%                              |
| 15 — 64 років                      | 15 — 64 років                      |                                    | 63,5%                              | 63,5%                              |
| 65 і більше                        | 65 і більше                        |                                    | 21,7%                              | 21,7%                              |
| 85 і більше                        | 85 і більше                        |                                    | 2,6%                               | 2,6%                               |
| 100 і більше                       | 100 і більше                       |                                    | 0,1%                               | 0,1%                               |
| Середній вік (років)               | Середній вік (років)               | 44,445,5                           | 45,0                               | 45,0                               |
| Медіана (років)                    | Медіана (років)                    | 47,949,3                           | 48,7                               | 48,7                               |
| — чоловіки — жінки                 |                                    |                                    |                                    |                                    |

| Походження мешканців:     | Походження мешканців:     | Походження мешканців: | Походження мешканців: | Походження мешканців: |
| ------------------------- | ------------------------- | --------------------- | --------------------- | --------------------- |
| Походження                |                           |                       | осіб                  | %                     |
| Корінні американці        | Корінні американці        |                       | 1 920                 | 10.49%                |
| Інше північноамериканське | Інше північноамериканське |                       | 11 720                | 64.01%                |
| Європейське               | Європейське               |                       | 9 615                 | 52.51%                |
| британське                | британське                |                       | 6 120                 | 33.42%                |
| французьке                | французьке                |                       | 4 875                 | 26.62%                |
| українське                | українське                |                       | 60                    | 0.33%                 |
| Карибське                 | Карибське                 |                       | 20                    | 0.11%                 |
| Латинськоамериканське     | Латинськоамериканське     |                       | 45                    | 0.25%                 |
| Африканське               | Африканське               |                       | 15                    | 0.08%                 |
| Азійське                  | Азійське                  |                       | 105                   | 0.57%                 |

| Зайнятість населення за галузями (за класифікацією NOC): | Зайнятість населення за галузями (за класифікацією NOC): | Зайнятість населення за галузями (за класифікацією NOC): | Зайнятість населення за галузями (за класифікацією NOC): | Зайнятість населення за галузями (за класифікацією NOC): |
| -------------------------------------------------------- | -------------------------------------------------------- | -------------------------------------------------------- | -------------------------------------------------------- | -------------------------------------------------------- |
|                                                          |                                                          |                                                          |                                                          |                                                          |
| Управління                                               | Управління                                               |                                                          | 8,7%                                                     | 8,7%                                                     |
| Бізнес, фінанси та адміністрування                       | Бізнес, фінанси та адміністрування                       |                                                          | 12,7%                                                    | 12,7%                                                    |
| Природничі та прикладні науки                            | Природничі та прикладні науки                            |                                                          | 3,1%                                                     | 3,1%                                                     |
| Охорона здоров'я                                         | Охорона здоров'я                                         |                                                          | 7,5%                                                     | 7,5%                                                     |
| Освіта, правозахист, муніципальні та урядові служби      | Освіта, правозахист, муніципальні та урядові служби      |                                                          | 11,4%                                                    | 11,4%                                                    |
| Мистецтво, культура, відпочинок та спорт                 | Мистецтво, культура, відпочинок та спорт                 |                                                          | 0,7%                                                     | 0,7%                                                     |
| Роздрібна торгівля та послуги                            | Роздрібна торгівля та послуги                            |                                                          | 20,7%                                                    | 20,7%                                                    |
| Гуртова торгівля, транспорт та обладнання                | Гуртова торгівля, транспорт та обладнання                |                                                          | 20,9%                                                    | 20,9%                                                    |
| Природні ресурси, сільське господарство                  | Природні ресурси, сільське господарство                  |                                                          | 6,6%                                                     | 6,6%                                                     |
| Виробництво                                              | Виробництво                                              |                                                          | 7,7%                                                     | 7,7%                                                     |

## Населені пункти
До графства входять містечко Гранд-Фоллс, парафії Гранд-Фоллс, Гордон, Денмарк , Драммонд, Ендовер, Лорн, Перт, села Драммонд, Ерустук, Перт-Андовер, Пластер-Рок, індіанська резервація Тобік 20, а також хутори, інші малі населені пункти та розосереджені поселення.

## Клімат
Середня річна температура становить 3,4°C, середня максимальна – 21,8°C, а середня мінімальна – -20,2°C. Середня річна кількість опадів – 1 082 мм.
| Клімат поселення                              | Клімат поселення | Клімат поселення | Клімат поселення | Клімат поселення | Клімат поселення | Клімат поселення | Клімат поселення | Клімат поселення | Клімат поселення | Клімат поселення | Клімат поселення | Клімат поселення | Клімат поселення |
| Показник                                      | Січ.             | Лют.             | Бер.             | Квіт.            | Трав.            | Черв.            | Лип.             | Серп.            | Вер.             | Жовт.            | Лист.            | Груд.            |                  |
| Середній максимум, °C                         | −6,7             | −5,35            | 1,46             | 8,85             | 16,47            | 21,66            | 21,76            | 21,37            | 15,91            | 10,07            | 3,97             | −4,28            |                  |
| Середня температура, °C                       | −13,46           | −12,11           | −5,3             | 2,09             | 9,70             | 14,89            | 17,78            | 17,39            | 11,91            | 6,09             | −0,02            | −8,27            |                  |
| Середній мінімум, °C                          | −20,22           | −18,86           | −12,06           | −4,67            | 2,95             | 8,14             | 13,80            | 13,40            | 7,93             | 2,10             | −4               | −12,25           |                  |
| Норма опадів, мм                              | 89               | 65               | 72               | 70               | 89               | 93               | 116              | 105              | 101              | 92               | 97               | 93               |                  |
| Середньомісячна швидкість вітру, м/с          | 3.70             | 3.80             | 3.99             | 3.80             | 3.60             | 3.20             | 2.90             | 2.80             | 3.10             | 3.41             | 3.60             | 3.66             |                  |
| Середньомісячна сонячна радіація, кДж/м²·день | 5057             | 8317             | 12242            | 15758            | 18450            | 20307            | 19569            | 17271            | 12670            | 7776             | 4644             | 3858             |                  |
| --------------------------------------------- | ---------------- | ---------------- | ---------------- | ---------------- | ---------------- | ---------------- | ---------------- | ---------------- | ---------------- | ---------------- | ---------------- | ---------------- | ---------------- |
| Джерело:                                      |                  |                  |                  |                  |                  |                  |                  |                  |                  |                  |                  |                  |                  |